# Archäologischer Grenzkomplex Haithabu und Danewerk
Das UNESCO-Weltkulturerbe Archäologischer Grenzkomplex Haithabu und Danewerk umfasst die Überreste von Haithabu, einer ehemals bedeutenden Wikinger-Siedlung, und des Danewerks, das im Mittelalter als komplexes System von Grenzbefestigungen an der dänischen Südgrenze erbaut wurde. Am 30. Juni 2018 wurden die Bodendenkmäler Haithabu und Danewerk von der UNESCO zum Weltkulturerbe erklärt.
Die Geschichte der beiden Stätten wird im Wikinger Museum Haithabu und im Danevirke Museum mit dem dazugehörigen Archäologischen Park vermittelt. 

## Lage
Haithabu liegt im heutigen Gemeindegebiet von Busdorf. Rund zwei Kilometer nördlich, auf der anderen Seite der Schlei, liegt die Stadt Schleswig. Die Komponenten des Danewerks nehmen ein Gebiet ein, an dem mehrere Gemeinden in den Kreisen Rendsburg-Eckernförde und Schleswig-Flensburg Anteil haben.
Haithabu und die meisten Bestandteile des Danewerks liegen im Bereich der Schleswiger Landenge zwischen dem Ende der Schlei im Osten und Hollingstedt an der Treene im Westen. Zwei Komponenten des Danewerks liegen weiter im Osten: das Seesperrwerk in der Schlei und der Osterwall, der sich bis zum Windebyer Noor bei Eckernförde erstreckt.
Ein Teil der sichtbaren Überreste der beiden Stätten ist zugleich Bestandteil des Naturschutzgebietes „Haithabu-Dannewerk“. Das UNESCO-Weltkulturerbe Haithabu und Danewerk ist mit 227,55 Hektar Fläche wesentlich größer als das Naturschutzgebiet Haithabu-Dannewerk mit rund 41 Hektar Fläche.

## Haithabu und Danewerk
Haithabu (dänisch Hedeby) war in der Wikingerzeit ein wichtiger Handelsort. Haithabu war über den Verbindungswall mit dem Danewerk verbunden.
Das Danewerk (dänisch Dannevirke) war ein komplexes System aus Grenzbefestigungen, das im Lauf von Jahrhunderten immer weiter ausgebaut wurde. Es bestand vor allem aus Erdwällen, die mit Soden bedeckt waren. Die meisten Wälle waren mit einem Graben kombiniert. In späteren Bauphasen waren sie in der Regel mit Palisaden befestigt. Der Hauptwall wurde streckenweise mit Mauern verstärkt. 

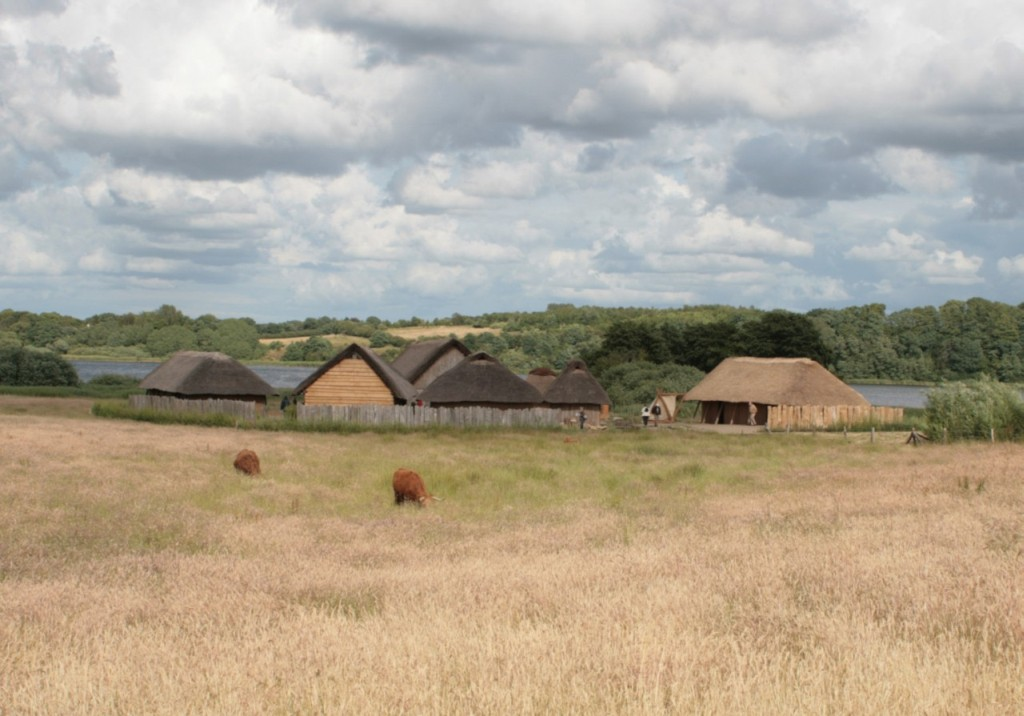
Rekonstruierte Wikingerhäuser im Wikinger Museum Haithabu
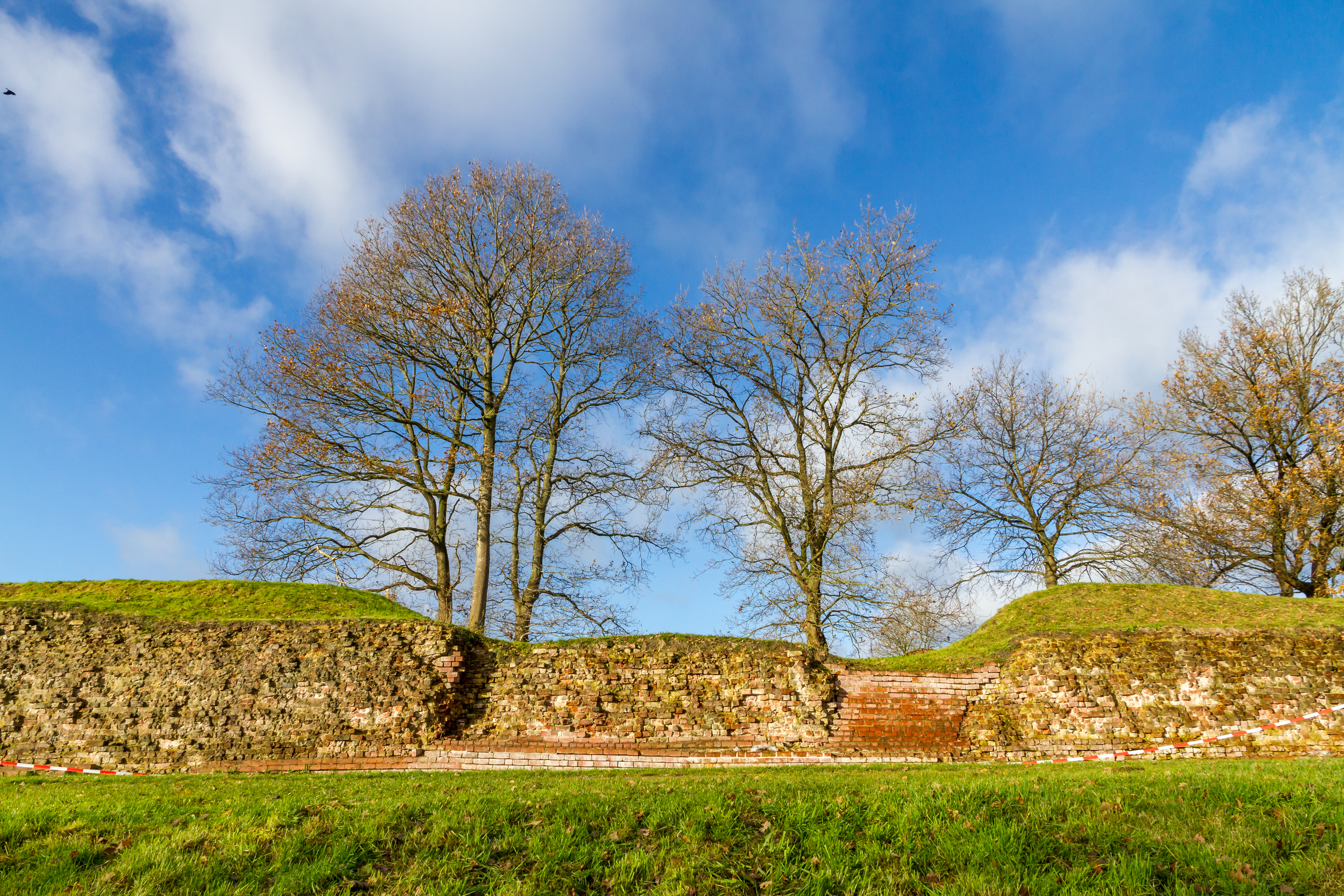
Freigelegte Waldemarsmauer im Archäologischen Park in der Gemeinde Dannewerk
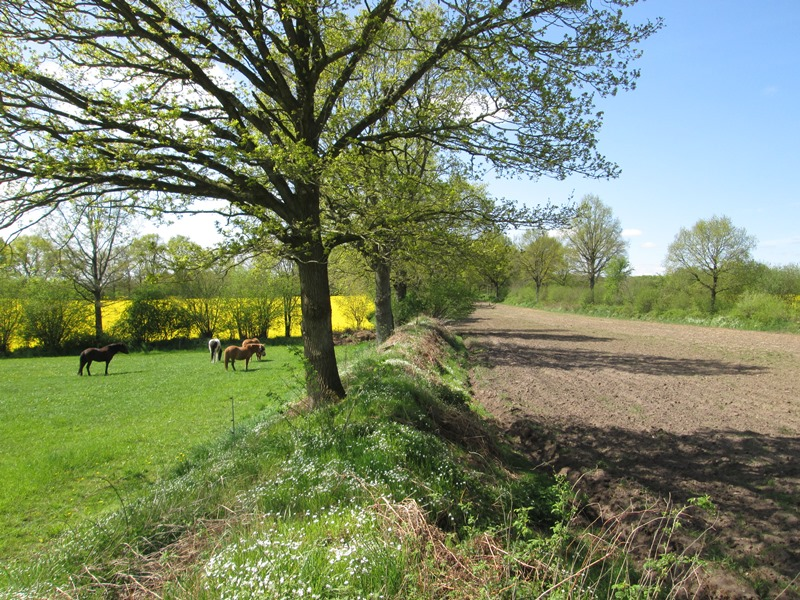
Überreste des Osterwalls